# Однос
Однос је у социјалном раду, успостављање контакта са клијентима, узајамна размена емоција, динамичка интеракција. Савремена оријентација у социјалном раду најчешће третира однос као релацију сарадника (терапеута и клијента) у циљу заједничких напора да се нађе најбоље решење. Као последица интензивне бриге за велики број клијената, социјални радници могу исказивати знаке „изгарања” тзв. бернаут синдром.